# Карташёв, Николай Николаевич
Николай Николаевич Карташёв (29 сентября 1919, Красноярск, Енисейская губерния — 16 ноября 1979, Москва) — советский зоолог позвоночных, специалист в области орнитологии. Кандидат биологических наук (1950), доцент.

## Биография
Родился 29 сентября 1919 года в Красноярске в семье топографа-землемера, выходца из Курской губернии Николая Николаевича Карташёва-старшего. Мать Мария Васильевна Карташёва (урождённая Мариева) родилась в Минусинске в семье сибирского предпринимателя.
Поступил на биологический факультет МГУ в 1937 году.
В 1940 и 1941 годах участвовал в экспедициях на Семь островов (Баренцево море) и на Терский берег Белого моря. Под руководством В. М. Модестова и Ю. М. Кафтановского изучал основы полевой орнитологии. Объект исследований — колониально гнездящиеся птицы, в основном чистиковые.
После окончания курса Военно-ветеринарной академии капитан ветслужбы отправился в действующую армию. Воинская служба продолжалась с августа 1943 по февраль 1946 года. Воевал в гвардейских частях и закончил войну в Австрии, затем был ранен, после чего вышел в запас в звании капитана и должности старшего ветврача полка.
В 1946 году вернулся в университет и поступил в аспирантуру НИИ зоологии МГУ. В аспирантуре продолжил прерванные исследования чистиковых птиц в Заполярье, экспедиции, обработку материала. В 1950 году защитил кандидатскую диссертацию на тему «Материалы по биологии развития чистиковых птиц Восточной Атлантики (экология, морфология, промысел)». Описаны структура и видовой состав колоний, подробно разобраны методы учёта численности, вопросы биотопической приуроченности, особенности размножения, питания и др. После нескольких экспедиций на Курильские и Командорские острова (1959, 1960 и 1963 гг.) в число научных интересов учёного вовлекаются дальневосточные чистиковые.
Принимал активное участие в заповедном деле. Находясь в Окском, Дарвинском, Приокско-Террасном заповедниках, уделял большое внимание научной организации методов учёта птиц, особенно водоплавающих, оценке их эффективности. Серия работ посвящена результатам кольцевания птиц.
Научная деятельность Карташёва на кафедре зоологии позвоночных протекала в постоянном содружестве с Г. П. Дементьевым. Их связывала не только работа по чистиковым и изданию многотомной сводки «Птицы Советского Союза», в которой Карташёв писал главу «Фазановые» (за исключением рода Фазан), но и совместные полевые исследования фауны Каракумов в местах прохождения строящегося канала.
Многолетние дружеские отношения связывали Карташёва и члена-корреспондента АН СССР И. А. Шилова.
Совместно с Н. П. Наумовым издал двухтомный учебник «Зоология позвоночных», дополненный по сравнению с известными сводками новыми материалами. Он является основной учебной литературой для студентов биологов.
В результате собственных исследований и обмена опытом с коллегами была задумана серия книг, первой из которых стала «Систематика птиц» (1974), доведенная до уровня семейств и родов мировой орнитофауны. Эта книга стала венцом трудов Н. Н. Карташёва как орнитолога и превосходила по качеству все опубликованные ранее сводки на русском языке.
В соавторстве с В. Е. Соколовым и И. А. Шиловым создал «Практикум по зоологии позвоночных», вышедший третьим изданием в серии «Классический университетский учебник» в 2005 году.
Скончался 16 ноября 1979 года. Похоронен на Армянском кладбище в Москве.